# Els Tossals (Capolat)
Els Tossals és una muntanya de 1.525 metres que es troba al municipi de Capolat, a la comarca catalana del Berguedà.
Al cim s'hi pot trobar un vèrtex geodèsic (referència 278092001).
Aquest cim està inclòs al llistat dels 100 cims de la FEEC.